# Bertrada Starsza

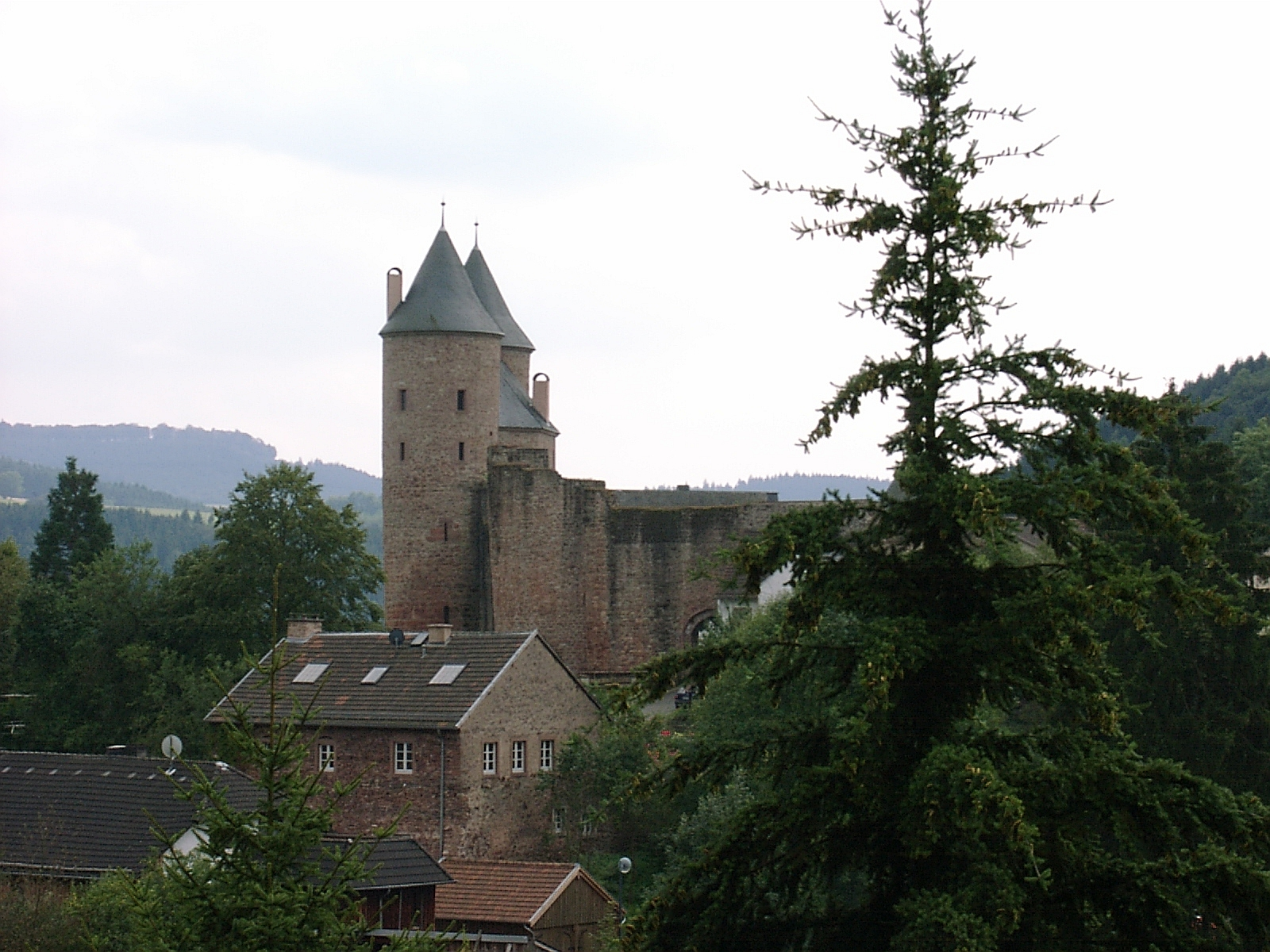
Zamek „Bertradaburg”, prawdopodobnie zawdzięczający nazwę Bertradzie Starszej

Bertrada Starsza (ur. ok. 670, zm. po 721) – można frankijska, prababka Karola Wielkiego.

## Życie
Była najprawdopodobniej córką seneszala i palatyna Hugoberta i św. Irminy z Oeren, siostrą Plektrudy (żony majordoma frankijskiego z rodu Karolingów Pepina z Heristalu) oraz św. Adeli. Jej mąż nie jest znany. Jej synem był Herybert, hrabia Laonu, wraz z którym w 721 r. założyła klasztor benedyktyński w Prümie. Córka Heryberta, a wnuczka Bertrady, także Bertrada, była żoną pierwszego króla z rodu Karolingów Pepina Krótkiego i matką Karola Wielkiego.